# Mongoumba
Mongoumba – miasto w Republice Środkowoafrykańskiej w prefekturze Lobaye, nad rzeką Ubangi, na granicy z Demokratyczną Republiką Konga. Miasto jest ośrodkiem administracyjnym podprefektury Mongoumba. Według danych statystycznych w 2003 r. miasto wraz z całą podprefekturą zamieszkiwało ok. 18 tys. mieszkańców, natomiast w 2010 liczbę mieszkańców miasta szacuje się na 11 tys. osób.